# Bahaba
Bahaba is een geslacht van straalvinnige vissen uit de familie van ombervissen (Sciaenidae).

## Soorten
- Bahaba chaptis Hamilton, 1822
- Bahaba polykladiskos Bleeker, 1897
- Bahaba taipingensis Herre, 1932